# Dischidia hahliana
Dischidia hahliana là một loài thực vật có hoa trong họ La bố ma. Loài này được Volkens mô tả khoa học đầu tiên năm 1901.